# Centre Mèdic Assaf HaHoref
El Centre Mèdic Isaac Shamir, abans era anomenat: "Centre Mèdic Assaf Harofeh" (en hebreu: מרכז רפואי אסף הרופא) és el quart hospital públic més gran d'Israel. El centre mèdic es troba a Beer Yaakov. L'hospital és una instal·lació mèdica acadèmica amb 848 llits, que té cura a una població en constant creixement de totes les nacionalitats, que actualment ascendeix a gairebé mig milió de persones. L'hospital ofereix serveis a una població d'aproximadament 1 milió i mig de residents i ofereix una àmplia varietat de serveis d'atenció mèdica de primer nivell. El centre mèdic inclou 848 llits per a pacients internats, 21 sales d'operacions d'alta tecnologia, unitats de vigilància intensiva cardíaca, neonatal, pediàtrica i respiratòria, equipades amb equips avançats, laboratoris sofisticats, i una varietat d'unitats clíniques i especialitzades. L'hospital ofereix atenció personal, diagnòstic i tractament mèdic. Un equip de 3.400 metges, investigadors, professionals mèdics, personal d'infermeria i gestió, treballen junts per oferir un servei professional a tots els pacients. El personal proporciona serveis mèdics, mentre que alhora temps dona a cada pacient un atenció personal, càlida i humana.